# Crossopriza ibnsinai
Crossopriza ibnsinai (лат.) — вид пауков-сенокосцев рода Crossopriza (Smeringopinae, Pholcidae). Распространён в Центральной Азии (Казахстан, Узбекистан, Туркмения, Таджикистан, Афганистан). Назван в честь персидского врача Ибн Сины (Ibn Sina, Avicenna; ~980–1037).

## Описание
Мелкие пауки-сенокосцы, длина тела около 4 мм, ширина карапакса 1,6 мм, длина ног до 3,5 см. Карапакс охристо-жёлтый, впереди в срединной ямке отчётливая коричневая метка; стернум коричневый с тёмно-коричневыми радиальными метками; ноги охристо-жёлтые, без тёмных колец, только на бёдрах небольшие чёрные линии; брюшко серое, с беловатыми внутренними метками, с немногочисленными и нечёткими дорсальными метками; вентрально с прерывистой тёмной полосой, с нечёткими параллельными продольными метками позади гонопор.
Биология не исследована.

## Систематика
Вид был впервые описан в 2022 году немецким арахнологом Бернхардом Хубером (Bernhard Huber, Alexander Koenig Research Museum of Zoology, Бонн, Германия). Легко отличить от географически близких видов (Crossopriza maculipes, Crossopriza srinagar, Crossopriza surobi) по хелицерам самцов с одной парой апофизов в боковом положении и соответствующим карманам на эпигиналъной пластинке самок, расположенным далеко друг от друга; от некоторых очень похожих видов на Аравийском полуострове (особенно Crossopriza sahtan, Crossopriza tiwi) по деталям пальп самцов (вентральный склерит на конце прокурсуса длинный, намного длиннее дорсального элемента; дистальный бульбальный склерит с отчётливым пролатеральным гребнем и единственным апофизом) и по медиально светлой эпигиналъной пластинке с отчетливой полукруглой внутренней срединной структурой.